# Horace Speed
Horace Speed (Los Ángeles, California; 4 de octubre de 1951-Meridian, Misisipi; 26 de mayo de 2025) fue un beisbolista estadounidense que jugó tres temporadas con dos equipos en la MLB en la posición de outfielder.

## Carrera
Fue seleccionado por los San Francisco Giants en la tercera ronda del Draft de la MLB de 1969. Debutó con San Francisco como corredor emergente por el catcher Dave Rader en 1975 en el partido en el que los Giants vencieron a los San Diego Padres por 2–0. Después firmó con los Cleveland Indians el 7 de diciembre de 1977 como agente libre, teniendo su mejor temporada en 1978 donde jugó en 70 partidos.
Jugó su último partido en la MLB en 1979 como corredor emergente por Cliff Johnson en la derrota por 3-4 ante los Baltimore Orioles. La mayor parte de su carrera la pasó en las ligas menores, y a nivel de béisbol invernal jugó para los Navegantes del Magallanes y los Cardenales de Lara en Venezuela.
Murió a la edad de 73 años el 26 de mayo de 2025.